# Les Piliers de la Terre (jeu)
Pour les articles homonymes, voir Les Piliers de la terre (homonymie).
Ce jeu de société reprend les éléments du roman à succès de Ken Follett, Les Piliers de la terre.

## Règles du jeu
Le jeu se déroule en 6 tours. Le gagnant est celui qui contribue le plus à la construction de la cathédrale.
Le joueur qui commence est celui qui a visité récemment une cathédrale.
Un tour de jeu se déroule en 3 phases.
Dans la première phase, les joueurs s'approprient des ressources, artisans ou matières premières, représentées par des cartes. Ils peuvent acheter les artisans (sur un total de 2 tirés au hasard) ou envoyer des ouvriers collecter des ressources dans la forêt (bois), dans la carrière (pierre) ou dans la sablière (sable) en sélectionnant la carte appropriée. Il faut noter que les artisans deviennent de plus en plus performants à mesure que les tours passent.
Dans la deuxième phase, chaque joueur se place en un lieu spécifique du plateau. Il dispose pour cela de 3 bâtisseurs (pions de couleur). Chaque lieu ne comprenant qu'un nombre limité d'emplacements, la prise d'initiative est très importante. Elle est gérée grâce à la rosace située à la base du plateau.
Dans la troisième et dernière phase, les actions sont résolues, dans l'ordre indiqué par les différents lieux.
| Ordre | Lieu                    | Fonction |
| ----- | ----------------------- | --- |
| 1     | Monastère               | Tirage d'une carte événement. Si l'effet est négatif, l'occupant du lieu est protégé. Si l'effet est positif celui-ci peut récupérer une ressource du marché. |
| 2     | Manufacture de laine    | Chaque ouvrier rapporte une pièce d'or. |
| 3     | Kingsbridge             | Deux cartes personnages (inspirés par le roman éponyme) sont disponibles et offrent des bénéfices temporaires ou permanents.                                  |
| 4     | Prieuré                 | Gain de 1 ou 2 points de victoire. |
| 5,6,7 | Forêt/Carrière/Sablière | Récolte du bois, de la pierre et du sable suivant les cartes sélectionnées dans la phase 1 et le nombre d'ouvriers.                                           |
| 8     | Cour du roi             | Les occupants du lieu sont exempts d'impôts. De plus, le premier occupant gagne une unité de métal.                                                           |
| 9     | Shiring                 | Deux artisans supplémentaires peuvent être recrutés gratuitement.                                                                                             |
| 10    | Château de Shiring      | Deux ouvriers (de couleur grise) supplémentaires peuvent être recrutés.                                                                                       |
| 11    | Marché de Shiring       | Achat et vente de ressources. |
| 12    | Cathédrale              | L'occupant du lieu commence le jeu au tour suivant. |

À la fin de chaque tour, un nouvel élément est ajouté à la cathédrale. Le joueur vainqueur est celui qui possède le plus de points de victoire. Sauf carte spécifique, l'or ou les ressources restantes ne servent pas au décompte final.

## Récompenses
- Deutscher Spiele Preis 1re place en 2007
- Japan Boardgame Prize meilleur jeu étranger pour joueurs confirmés 2007
- Tric Trac de bronze 2007